# Nevado Anallajsi
A Nevado Anallajsi egy rétegvulkán Bolíviában. Az utolsó kitörés ideje ismeretlen. A vulkán fő összetevői az andezit és a dácit.